# The Lena Baker Story
The Lena Baker Story è un lungometraggio del 2008. Il film è ispirato alla vicenda di Lena Baker, una cameriera afroamericana ingiustamente condannata a morte per omicidio. Venne presentato in anteprima durante la serata di apertura dell'Atlanta Film Festival 2008 ed è stato proiettato al Festival di Cannes del  2008. 

## Trama
Il film racconta la vita di Lena Baker che lavorava come domestica in una piccola città per mantenere i suoi tre figli. Uccise per legittima difesa il suo datore di lavoro e venne condannata nel 1945 per omicidio alla pena capitale da una giuria di soli bianchi divenendo l'unica donna in Georgia ad essere giustiziata sulla sedia elettrica.